# Sven Lundquist
Pour les articles homonymes, voir Lundquist.
Sven Lundquist, né le 24 mars 1920 à Borås et mort le 3 septembre 2007 à Lidingö, est un tireur sportif suédois.

## Palmarès

### Jeux olympiques
- 1948 à Londres
  -  Médaille de bronze en pistolet feu rapide à 25m [1]